# Gevær paa Skulder
Gevær paa Skulder er en amerikansk stumfilm fra 1918 af Charlie Chaplin.

## Medvirkende
- Charles Chaplin - Charlie
- Edna Purviance
- Sydney Chaplin
- Jack Wilson
- Henry Bergman